# 우제훈
유우(u Woo)는 대한민국의 뮤직비디오 감독이자 사진 작가로, 본명은 우제훈이다.

## 경력
- hAefilm 대표
- 가수 에반의 '머리와 심장이 싸우다' 촬영[1]
- 가수 조성모의 '그녀를 잘 부탁합니다' 촬영[1]
- 가수 J의 'No.5' 촬영[2]